# Bianca Muhren
Bianca Muhren (ur. 28 lutego 1986 w Goudzie) – holenderska szachistka, arcymistrzyni od 2007 roku.

## Kariera szachowa
W szachy gra od 5. roku życia. Pomiędzy 1994 a 2006 wielokrotnie reprezentowała Holandię na mistrzostwach świata i Europy juniorek we wszystkich kategoriach wiekowych, największy sukces odnosząc w 2004 r. w Ürgüpie, gdzie zdobyła tytuł wicemistrzyni Europy do 18 lat. Była również wielokrotną mistrzynią kraju juniorek, w latach 1996 (do 12 lat), 1998 (dwukrotnie: do 12 i 20 lat), 2000 (do 14 lat), 2002 (do 16 lat) oraz 2003 (do 20 lat). Spośród tych mistrzowskich tytułów na szczególne wyróżnienie zasługuje złoto w Leiden w 1998 r. w kategorii do 20 lat, zwyciężając bowiem w tych zawodach miała zaledwie 12 lat.
Normy na tytuł arcymistrzyni wypełniła w Moskwie (2004, turniej Aerofłot Open–B), Hengelo (2004) oraz w Hilversum (2006, mistrzostwa Holandii).
W 2004 i 2006 r. uczestniczyła w szachowych olimpiadach, natomiast w 2005, 2007 i 2009 – w drużynowych mistrzostwach Europy. Czterokrotnie zdobyła medale indywidualnych mistrzostw Holandii: trzykrotnie srebrne (2006, 2010, 2014) oraz brązowy (2005).
Najwyższy ranking w dotychczasowej karierze osiągnęła 1 stycznia 2015 r., z wynikiem 2365 punktów.